# Glypta zomariae
Glypta zomariae är en stekelart som beskrevs av Dasch 1988. Glypta zomariae ingår i släktet Glypta och familjen brokparasitsteklar. Inga underarter finns listade i Catalogue of Life.